# Ano dos Três Papas
O Ano de três papas ou o Verão de três papas é uma referência comum para 1978, quando o Colégio dos Cardeais, foi forçado a escolher, em conclaves papais, novos papas, em rápida sucessão, devido à morte do antecessor. Isto resultou em um ano, mais especificamente no verão, em que a Igreja Católica, foi conduzida por três homens diferentes. Paulo VI, que morreu em agosto, e foi sucedido por João Paulo I, que morreu apenas trinta e três dias depois de ser eleito Papa (em 28 de setembro); sua morte resultou na eleição de João Paulo II em 16 de outubro, e que esteve em funções até à sua morte em 2005.
Houve vários casos em que três ou mais papas mantiveram o cargo em um determinado ano. Anos em que a Igreja Católica foi liderada por três papas diferentes incluem:
- 752: Papa Zacarias - Papa eleito Estêvão (não considerado um papa legítimo) - Papa Estêvão II
- 827: Papa Eugênio II - Papa Valentino - Papa Gregório IV
- 896: Papa Formoso - Papa Bonifácio VI - Papa Estêvão VI
- 897: Papa Estêvão VI - Papa Romano - Papa Teodoro II
- 964: Papa João XII - Papa Bento V - Papa Leão VIII
- 1003: Papa Silvestre II - Papa João XVII - Papa João XVIII
- 1045: Papa Bento IX (1ª vez) - Papa Silvestre III - Papa Bento IX (2ª vez) - Papa Gregório VI (embora tenham ocorrido 4 pontificados ao longo deste ano apenas 3 pontifices ocuparam o cargo, pois Bento IX ocupou o cargo 2 vezes neste ano)
- 1187: Papa Urbano III - Papa Gregório VIII - Papa Clemente III
- 1503: Papa Alexandre VI - Papa Pio III - Papa Júlio II
- 1555: Papa Júlio III - Papa Marcelo II - Papa Paulo IV
- 1590: Papa Sisto V - Papa Urbano VII - Papa Gregório XIV
- 1605: Papa Clemente VIII - Papa Leão XI - Papa Paulo V
- 1978: Papa Paulo VI - Papa João Paulo I - Papa João Paulo II

Houve um ano em que a Igreja Católica foi liderada por quatro papas (Ano dos quatro papas):
- 1276: Papa Gregório X - Papa Inocêncio V - Papa Adriano V - Papa João XXI